# غويلرمو برموديز
غويلرمو برموديز (بالإسبانية: Guillermo Bermúdez) هو مهندس معماري كولومبي، ولد في 1924 في سواتشا في كولومبيا، وتوفي في 31 مايو 1995 في بوغوتا في كولومبيا.